# Clypastraea parvula
Clypastraea parvula är en skalbaggsart som först beskrevs av Thomas Casey 1900.  Clypastraea parvula ingår i släktet Clypastraea och familjen punktbaggar. Inga underarter finns listade i Catalogue of Life.